# Гирман Сергій Миколайович
Сергі́й Микола́йович Гирман — солдат, Збройні сили України, учасник російсько-української війни.

## Життєпис
Закінчив Горішньоплавнівську ЗОШ № 2, ПТУ № 15, машиніст тепловоза. Проходив строкову службу у Збройних Силах України. Проживав із сім'єю у Дмитрівці, працював в ПАТ «Полтавський гірничо-збагачувальний комбінат».
Мобілізований, 40-й окремий мотопіхотний батальйон, 17-а окрема танкова бригада. В складі 40-го батальйону пройшов бої за Іловайськ.
Загинув 12 лютого 2015 року в останні дні оборони міста Дебальцеве внаслідок прямого влучання ворожої міни в бліндаж на опорному пункті «Зозо» біля селища Новогригорівка.
Вдома залишилися батьки, дружина, двоє дітей.
В березні впізнаний серед загиблих, похований 6 квітня 2015-го у Дмитрівці.

## Нагороди
За особисту мужність і героїзм, виявлені у захисті державного суверенітету та територіальної цілісності України, вірність військовій присязі під час російсько-української війни нагороджений:
- орденом «За мужність» III ступеня (26.2.2015, посмертно).
- медаллю УПЦ КП «За жертовність і любов до України» (посмертно)